# Showscan
Showscan és un procés cinematogràfic desenvolupat per Douglas Trumbull, que fa participar en la creació dels efectes visuals de pel·lícules com 2001: una odissea de l'espai o Blade Runner. Com algun dels processos espectaculars en wide-screen, utilitza pel·lícula de 70 mm, la diferència estreba en l'augment de la velocitat de fotogrames per segon a 60, 2,5 vegades més ràpid que en el procés de cinema tradicional (la mateixa fluïdesa possible que el vídeo). És capaç de processar una imatge que no solament és gran quant a resolució sinó que és a més dramàticament més suau i realista que la seva projecció ordinària. L'interès de Trumbull en aquest procés radica en la conclusió d'un estudi acurat, que deia que a si augmentava la velocitat dels fotogrames per segon també augmentava la resposta emocional del públic.
L'ús d'aquest procés cinematogràfic ofereix moltes millores respecte a la qualitat de la imatge i permet que la pantalla s'ampliï significativament sense degradar-la. Les imatges poden ser més brillants, fent que els colors siguin més saturats i intensos. A més, el moviment de les càmeres pot augmentar-se sense distorsió, això permet un major impacte a les escenes d'acció. El fet que la pantalla i la velocitat dels fotogrames s'ampliïn redueixen les imatges borroses i permeten captar amb precisió tots els elements d'un film tant els actors, com els vestuaris, els paisatges o els efectes especials.

## Pel·lícules fetes amb Showscan
Douglas Trumbull va dirigir la pel·lícula Brainstorm, aquesta havia de ser la primera pel·lícula, a la qual tota la filmació estigués feta amb Showscan. Però el rodatge va ser un fracàs, ja que la protagonista Natalie Wood va morir ofegada. Llavors el pressupost va ser retallat i el muntatge reduït, i com a conseqüència la pel·lícula només va destacar pels efectes visuals. A causa que el Showscan no es va provar a aquesta filmació Trumbull va fer filmacions experimentals per promocionar-lo.
Trumbull va desenvolupar el procés cinematogràfic Showscan a finals dels anys setanta i principis dels vuitanta quan es va interessar per augmentar la fidelitat o definició de les pel·lícules. De manera similar als problemes de qualitat tractats més tard per la televisió d'alta definició, la fidelitat visual de les pel·lícules estava limitada pel mitjà. Quan es projecta en una pantalla gran, el gra de pel·lícula de 35 mm és sovint bastant visible, reduint la qualitat de la imatge mostrada. El problema s'agreuja encara més pel gra més gran de la pel·lícula ràpida que s'utilitza sovint per capturar l'acció a alta velocitat. Trumbull va triar pel·lícula de 70 mm per al seu nou procés, per proporcionar una resolució més alta.
Finalment, el 1992 va ser guardonat per aquesta invenció, per l'Acadèmia de les Arts i les Ciències de Hollywood. Trumbull ho va patentar amb el nom de Sistema de Càmera Showscan CP-65 per fotografia de 65 mm. A partir d'aquest moment va deixar la seva carrera cinematogràfica per dedicar-se a l'enginyeria de nous procediments de filmació.
Cal fer menció a altres filmacions que es van fer amb Showscan com New Magic, 1983, protagonitzada per Christopher Lee, o Call from Space, el 1989, protagonitzada per James Coburn i altres més. Fins avui, aquest procés ha estat utilitzat en curts ride films, en conjunt amb sistemes de moviment físic dels seients de la platea de les sales.
Showscan Film Corporation, que va produir i va comercialitzar l'equipament, va caure en fallida en 2002; el sistema va ser adquirit per una nova companyia, Showscan Entertainment.

## Showscan com a atracció
El 1984, es va fer la primera atracció de simulació de Showscan, per entretenir i mostrar la seva innovació digital amb la filmació Tour of the Universe. Quasi trenta anys després l'atracció de Showscan ha creat més de 200 atraccions a 35 països diferents. Algunes d'aquestes atraccions es poden trobar a Futuroscope a França, Gardaland a Itàlia, Luxor Hotels i Excalibur Hotel a Las Vegas, Everald and Lotte World a Korea, entre d'altres.
Showscan ha esdevingut l'atracció més gran de simulació 3D i 4D. També és conegut pel seu desenvolupat format com el de Celebrating Us, promogut per Australia World Expo el 1988; Olympic Spirit creat per l'Olympic Spirit Munich, a Alemanya; o Life is a Rollercoaster produït per l' International Center for Life a Newcastle, Anglaterra.